# Pałac Karlsruhe
Pałac Karlsruhe (niem. Schloss Karlsruhe) – barokowo-klasycystyczny pałac, znajdujący się w Karlsruhe, wzniesiony przez Karola III Wilhelma w latach 1715–1718, przebudowany w latach 1752–1785 przez Karola Fryderyka Badeńskiego.

## Historia
Od XII wieku siedzibą margrabiów Badenii było Baden. W 1715 roku Karol III Wilhelm Badeński założył miasto Karlsruhe i przeniósł tu swoją siedzibę. Kamień węgielny wmurowano 17 czerwca 1715, a budowę rezydencji ukończono w roku 1718. W 1752 Karol Fryderyk Badeński, następca Karola Wilhelma, rozpoczął przebudowę pałacu. Plany sporządzili Maurizio Pedetti, Leopoldo Retti i Balthasar Neumann, na podstawie ich prac Pierre Louis Philippe de la Guêpière sporządził projekt przebudowy. W 1772 rozpoczęto budowę zachodniego skrzydła autorstwa Wilhelma Jeremiasa Müllera, a w 1785 ukończono budowę wieży z kopułą. Autorem dekoracji szczytu i pawilonów jest Ignaz Lengelacher. Funkcję rezydencjonalną utracił po abdykacji ostatniego wielkiego księcia Fryderyka II w 1918 roku. 24 lipca 1921 w pałacu otwarto siedzibę Muzeum Krajowego Badenii. Po wybuchu II wojny światowej wystawę zamknięto, a wiele eksponatów wywieziono i ukryto, m.in. na terenie kopalni soli w Heilbronn czy w więzieniu w Pfullendorfie. 27 września 1944 rezydencja doszczętnie spłonęła wskutek bombardowania. Eksponaty wróciły do Karlsruhe w latach 1946–1951. W 1952 rozpoczęto odbudowę, a w 1966 muzeum ponownie otwarto.

## Architektura
Budynek barokowo-klasycystyczny, trójskrzydłowy. Boczne skrzydła pałacu łączą się z korpusem pod kątem rozwartym. Taki układ został wymuszony przez ulice miasta, które rozchodzą się promieniście od rezydencji. Korpus jest wysoki na 3 kondygnacje, pośrodku fasady znajduje się pseudoryzalit udekorowany lizenami. Wnętrza pałacu nie przetrwały II wojny światowej i zostały odbudowane na potrzeby współczesnego muzeum. Na północ od głównej części budynku ustawiono wieżę; na taras widokowy, ulokowany na wysokości 42 metrów, prowadzą 165 stopnie schodów. Na tyłach pałacu ulokowano ogród w stylu angielskim, założony w 1967 roku na potrzeby wystawy Bundesgartenschau.

## Galeria

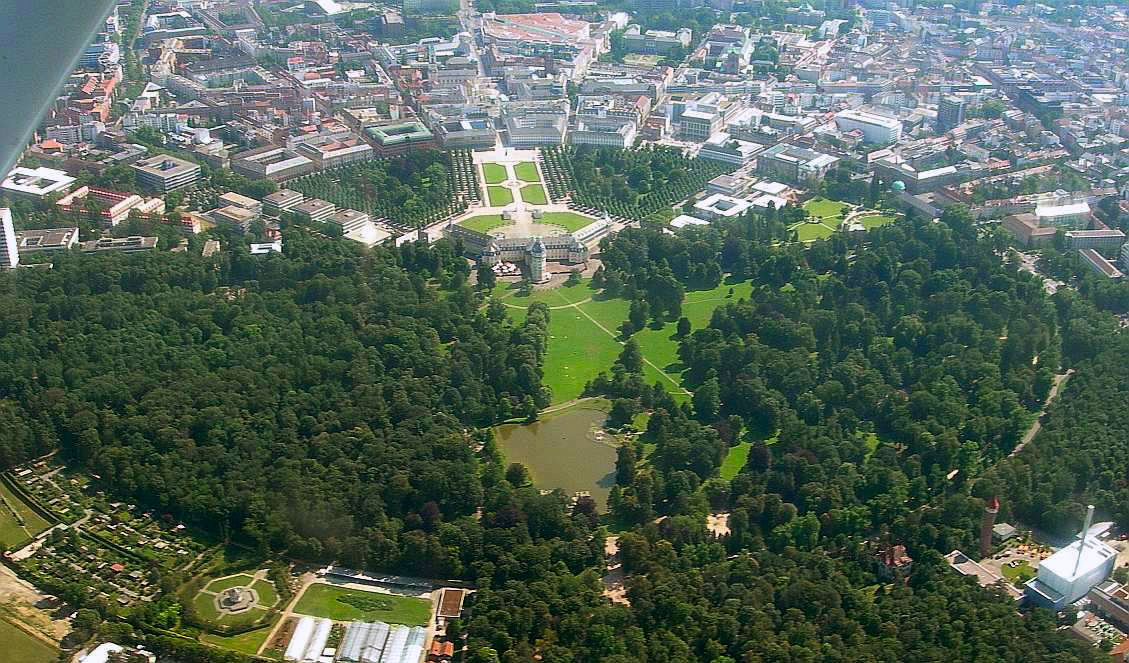
Widok na pałac i okolice z lotu ptaka
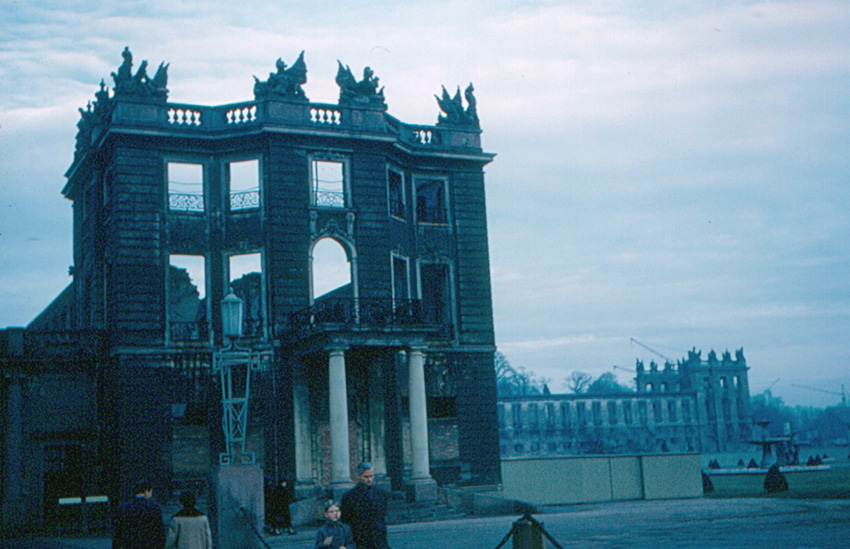
Budynek w trakcie odbudowy, 1960
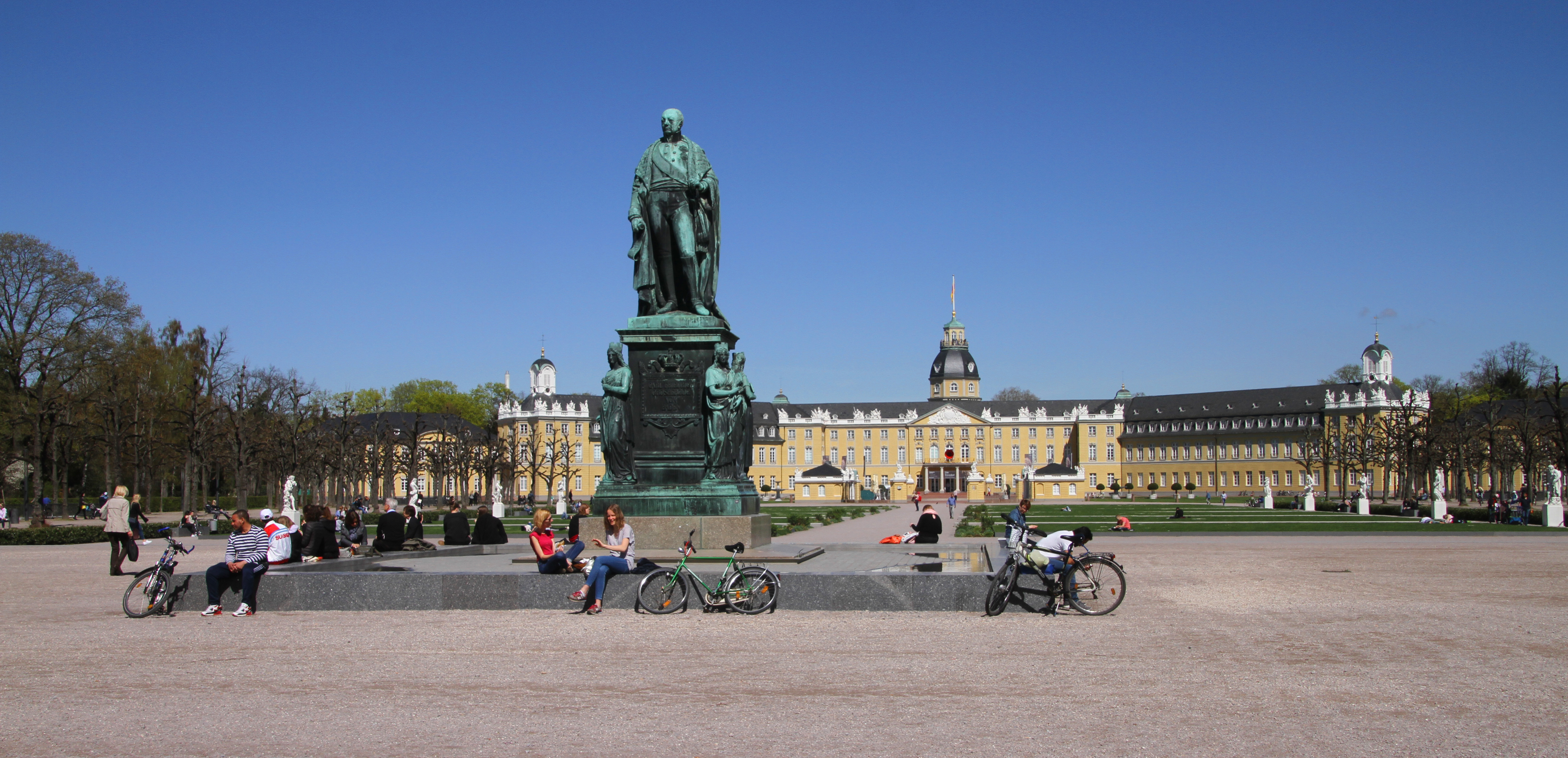
Pomnik Karola Fryderyka
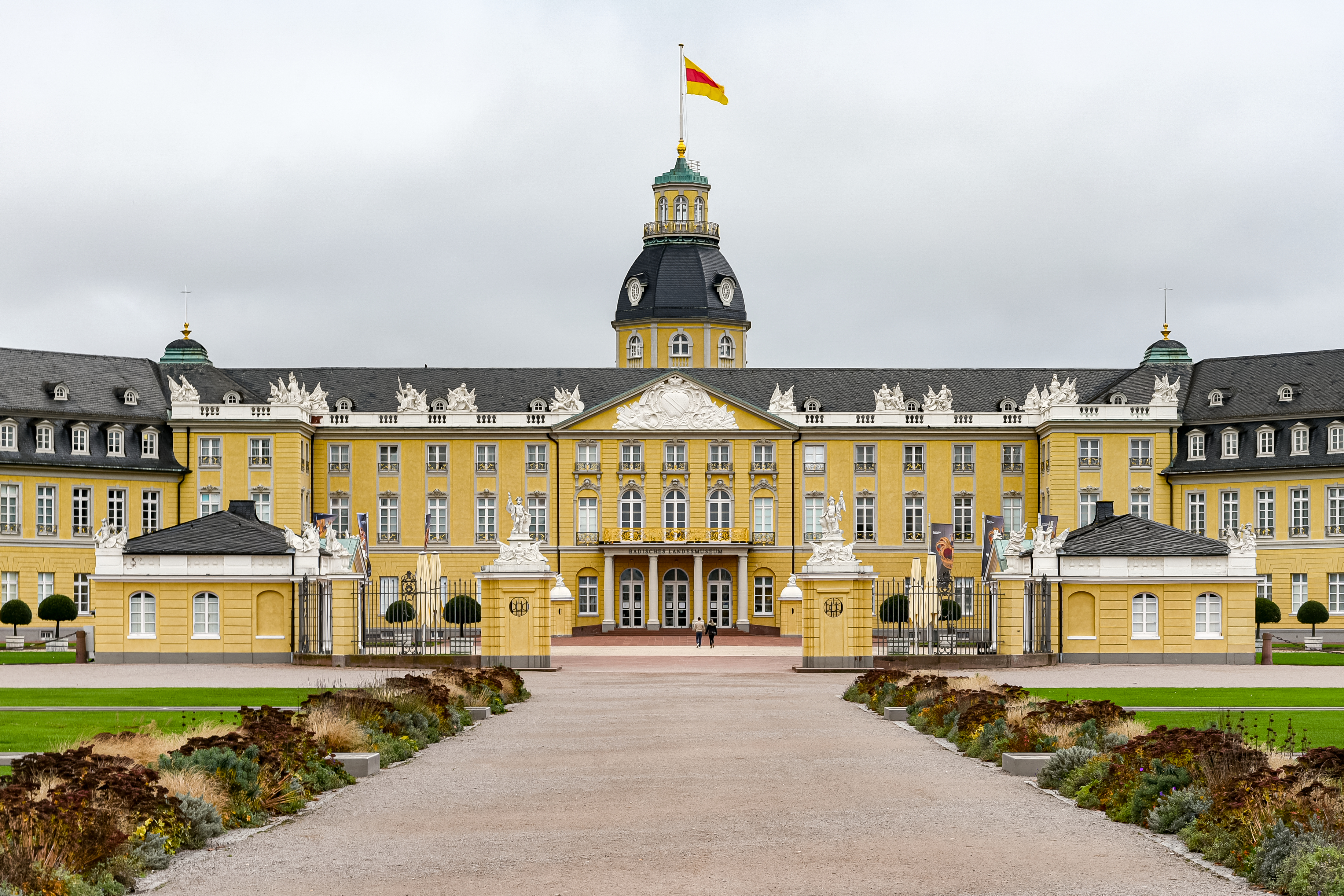
Fasada
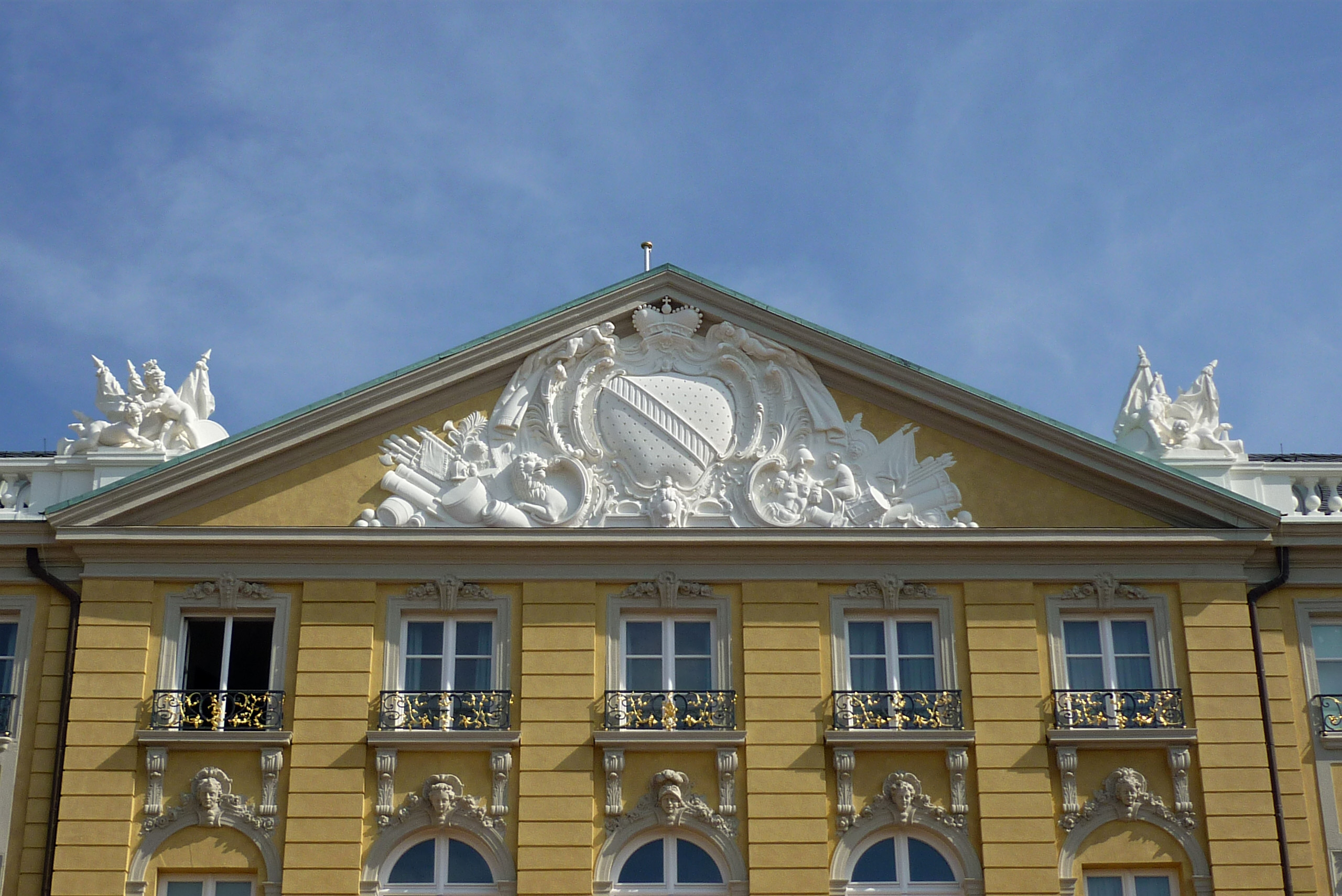
Fronton fasady
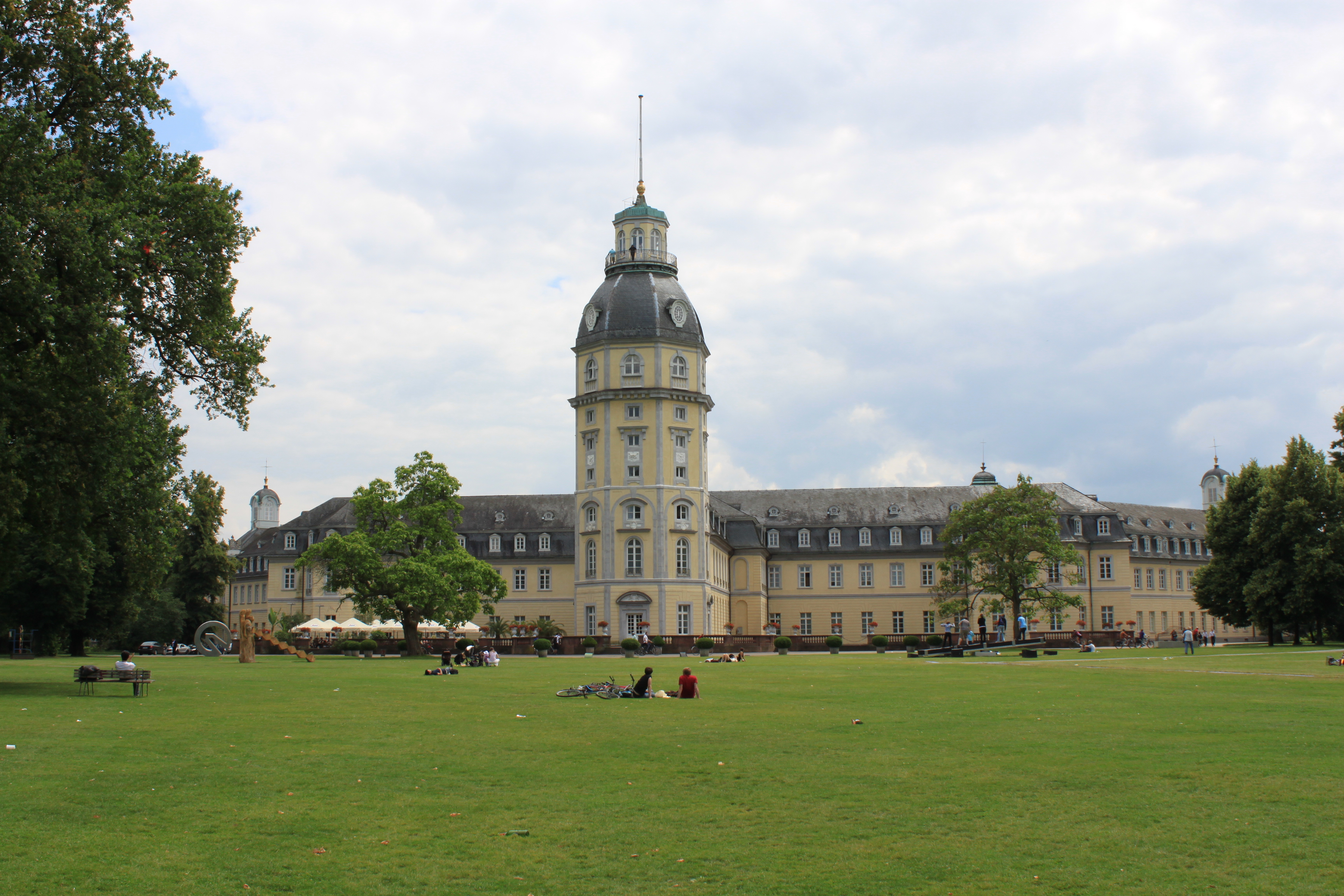
Widok z północy
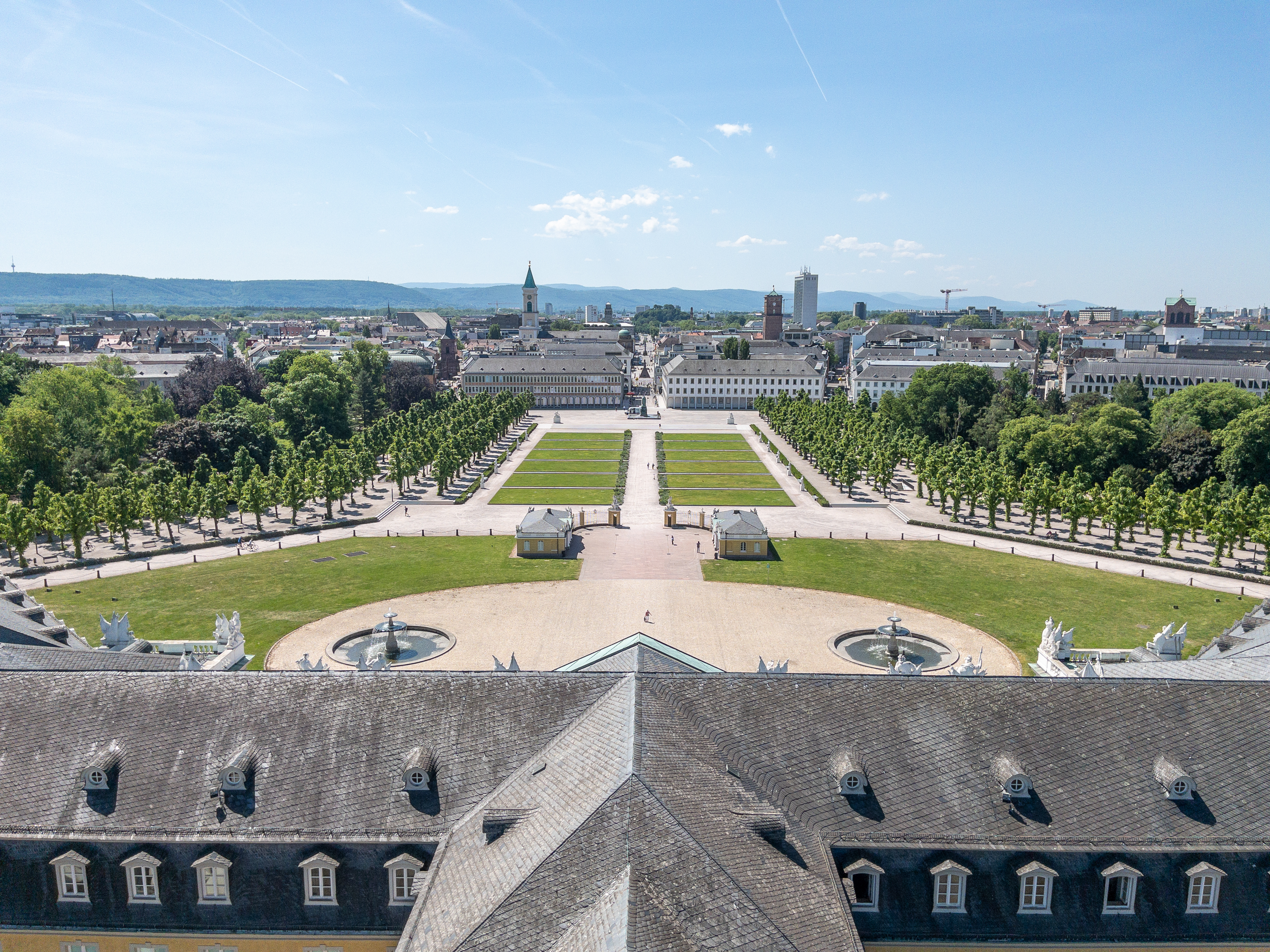
Widok z wieży na dach pałacu i miasto
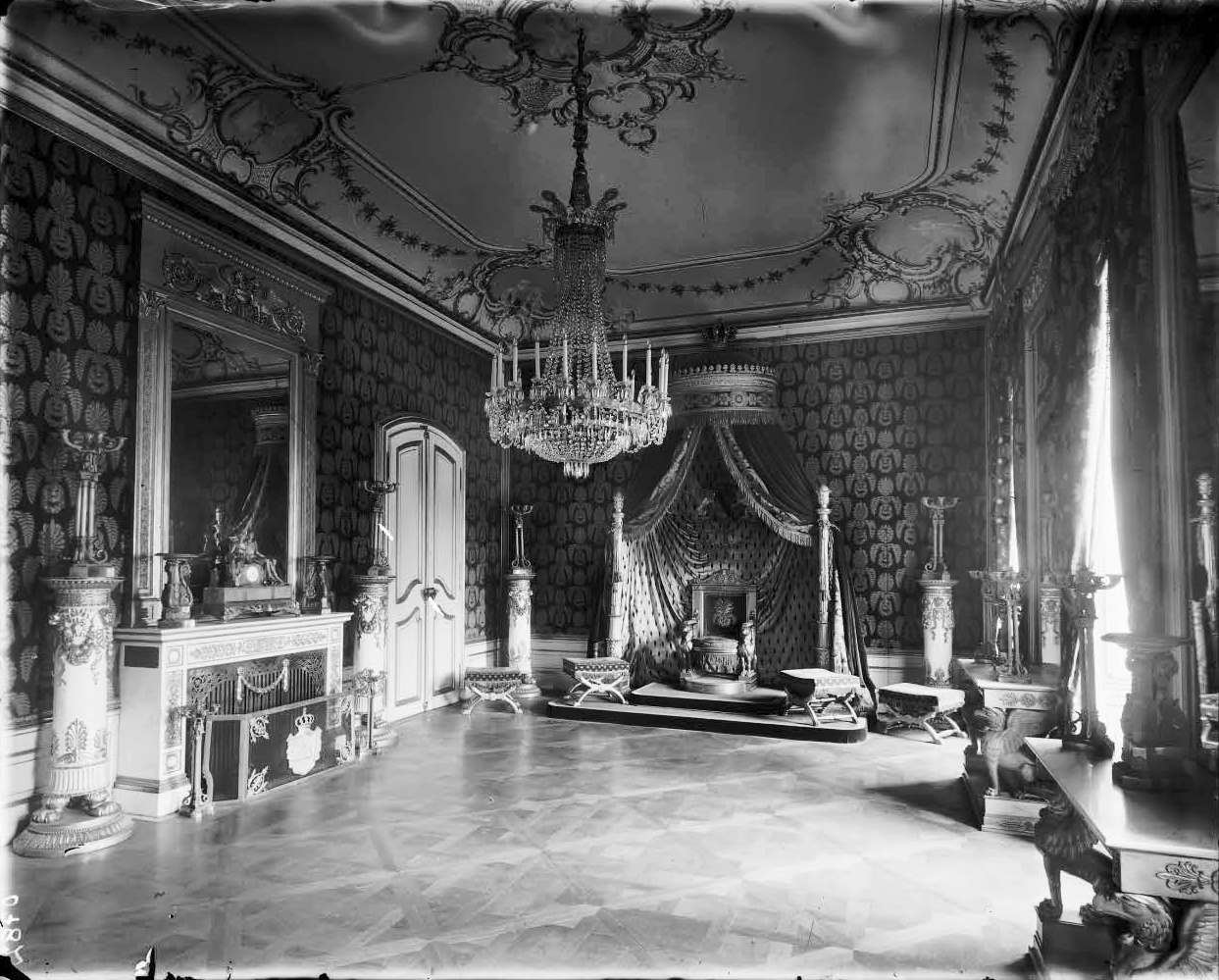
Sala tronowa w 1925
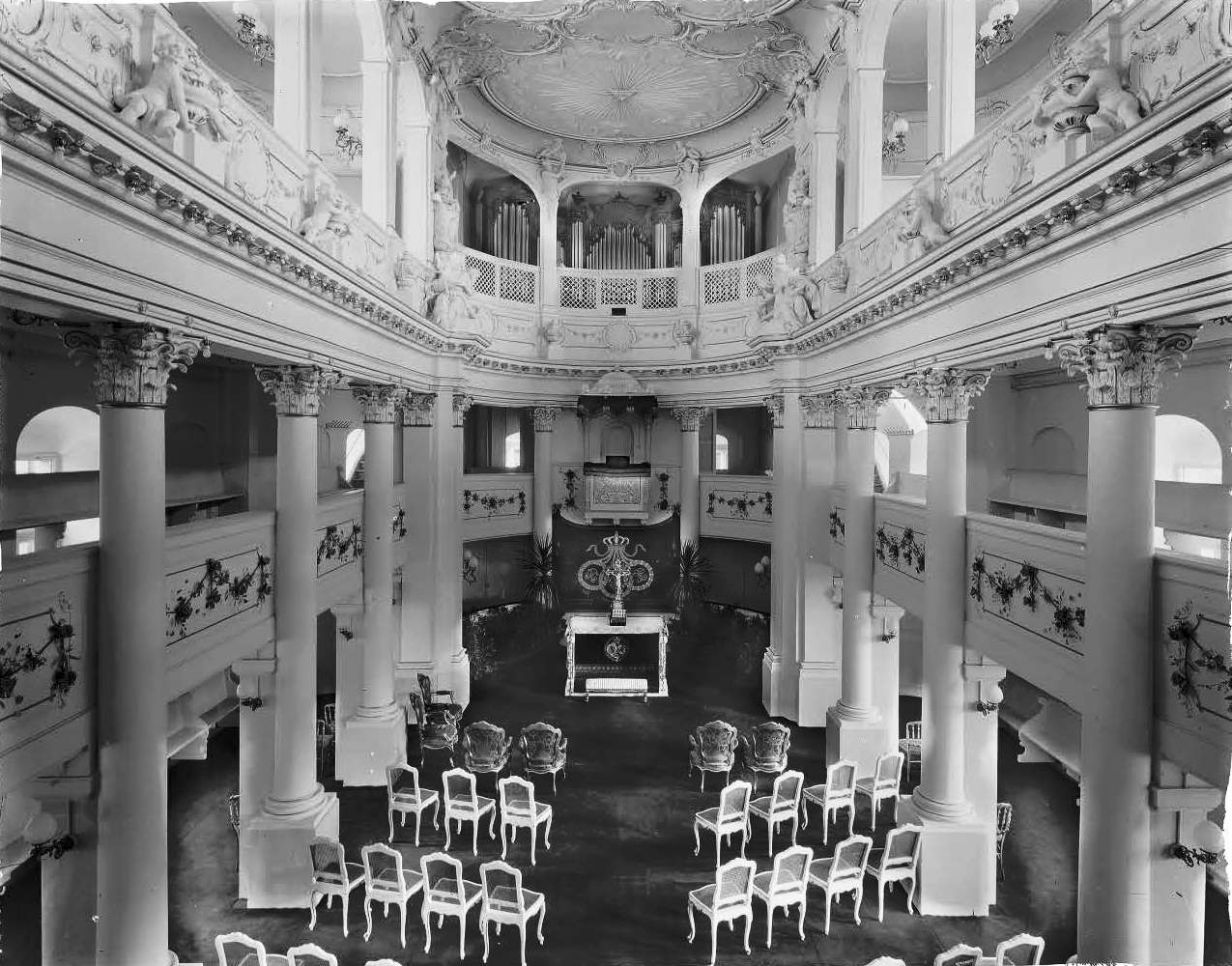
Kaplica pałacowa w 1910
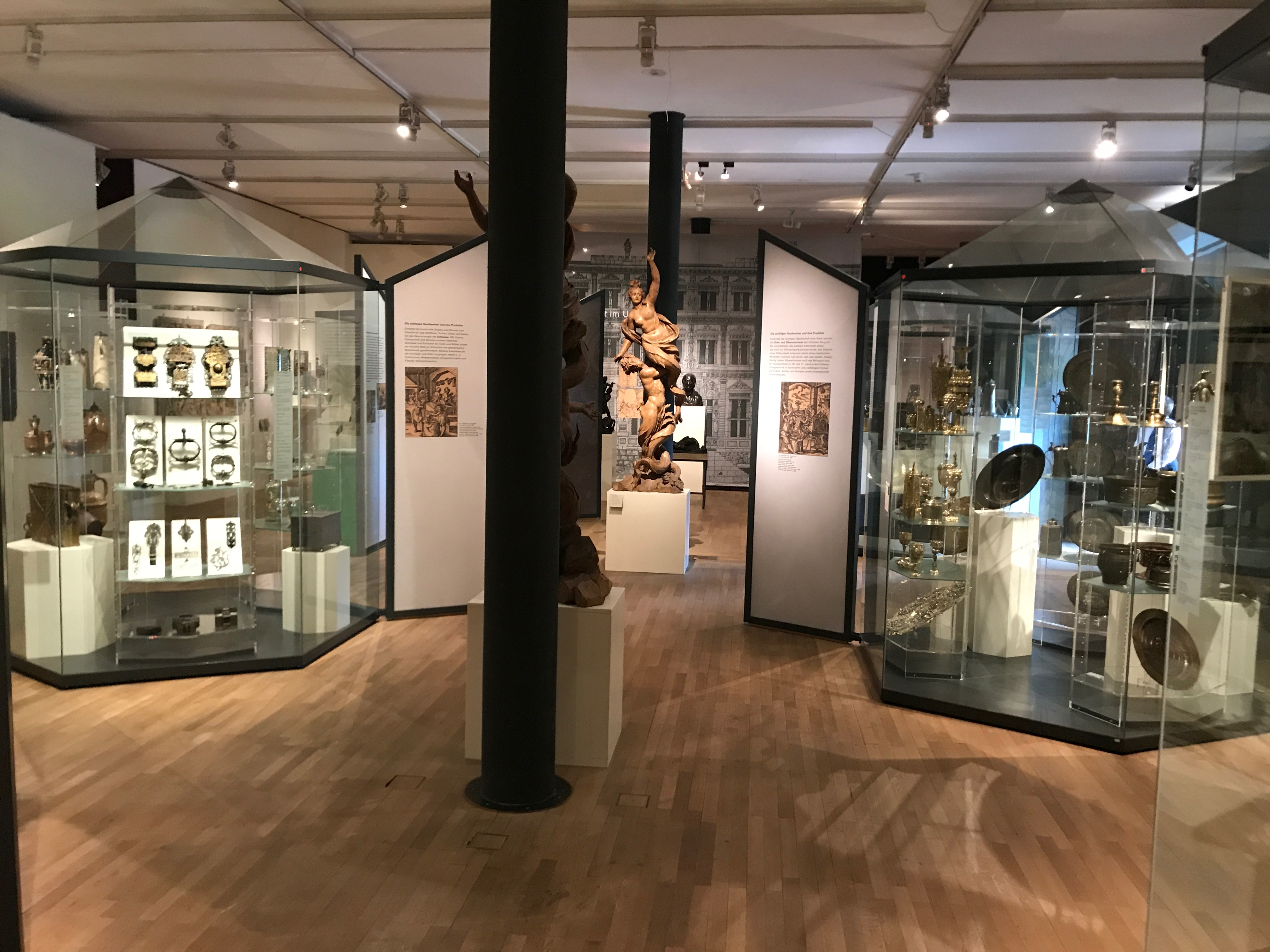
Ekspozycja muzealna